# Jean Boyer (director)
Jean Boyer (26 de junio de 1901- 10 de marzo de 1965) fue un director, guionista y letrista de canciones de nacionalidad francesa.

## Biografía
Nacido en París, Francia, su nombre completo era Jean Marie Joseph Boyer, y era hijo del compositor de canciones Lucien Boyer. 
Conoció al compositor Georges van Parys, con el cual colaboró en una veintena de películas, entre ellas Un mauvais garçon (1936, con Danielle Darrieux y Henry Garat), Circonstances atténuantes (1939, con Arletty), Boléro (1941), La Romance de Paris (1941, con Charles Trenet), Le Passe-muraille (1951, con Bourvil), Prends la route ! (1936), o Une femme par jour (1948).
Jean Boyer falleció en París, Francia, en 1965.

## Selección de sus canciones
- 1930 : Un regardé, del filme Flagrant délit (Hanns Schwarz, 1930, música de Frederick Hollaender)
- 1931 : Les Gars de la marine, del filme Le Capitaine Craddock (música de Werner R. Heyman)
- 1932 : Totor t'as tort (música de René Mercier) - Un homme - L'amour est un mystère - Maintenant, je sais ce que c'est - Quand ça m'prend (música de Michel Levine)
- 1933 : Un soir de réveillon, opereta de Paul Armont y Marcel Gerbidon, música de Raoul Moretti
- 1934 : C’est peu de chose (música de R. Ervan)
- 1936 : Un mauvais garçon - Y'a toujours un passage à niveau (música de Georges Van Parys)
- 1939 : Comme de bien entendu - Ça s'est passé un dimanche - Mimile - Ça fait d'excellents Français (música de Georges Van Parys)
- 1945 : Pour me rendre à mon bureau

## Filmografía

### Director
- 1931 : Calais-Douvres
- 1932 : La Pouponnière
- 1932 : Monsieur, Madame et Bibi
- 1933 : L'Amour guide
- 1934 : Antonia, romance hongroise
- 1935 : Roses noires
- 1935 : Les Époux célibataires
- 1936 : Un mauvais garçon, con Danielle Darrieux y Henry Garat
- 1936 : Prends la route !, con Jacques Pills y André Alerme
- 1938 : Mon curé chez les riches, con Elvire Popesco, Bach y Alice Tissot
- 1938 : La Chaleur du sein, con Arletty y Michel Simon
- 1939 : Ma sœur de lait, con Meg Lemonnier, Lucien Baroux y Henry Garat
- 1939 : Noix de coco, con Marie Bell, Raimu y Michel Simon
- 1939 : Circonstances atténuantes, con Arletty y Michel Simon
- 1940 : Sérénade, con Louis Jouvet y Lilian Harvey
- 1940 : Miquette, con Lilian Harvey y Lucien Baroux
- 1941 : L'Acrobate, con Fernandel
- 1941 : Romance de Paris, con Charles Trenet, Jean Tissier y Robert Le Vigan
- 1941 : Chèque au porteur, con Lucien Baroux, Marguerite Pierry y Jean Tissier
- 1942 : Boléro, con Arletty y André Luguet
- 1942 : Le Prince charmant, con Lucien Baroux y Jimmy Gaillard
- 1942 : À vos ordres, Madame, con Suzanne Dehelly y Jean Tissier
- 1942 : Frédérica, con Charles Trenet y Elvire Popesco
- 1943 : La Bonne Étoile, con Fernandel
- 1944 : Le Diable au collège, con Lilia Silvi
- 1945 : La Femme fatale, con Pierre Brasseur y Gaby Sylvia
- 1946 : On ne meurt pas comme ça, con Erich von Stroheim
- 1946 : Les Aventures de Casanova, con Georges Guétary
- 1947 : Mademoiselle s'amuse, con Ray Ventura y Gisèle Pascal
- 1948 : Valse brillante, con Marta Eggerth
- 1948 : Une femme par jour, con Jacques Pills y Denise Grey
- 1949 : Tous les chemins mènent à Rome, con Gérard Philipe y Micheline Presle
- 1950 : Nous irons à Paris, con Françoise Arnoul, Philippe Lemaire y Ray Ventura
- 1950 : Le Rosier de madame Husson, con Bourvil y Pauline Carton
- 1951 : Garou-Garou, le passe-muraille, con Bourvil
- 1952 : Monte Carlo Baby, con Philippe Lemaire, Audrey Hepburn, Ray Ventura y André Luguet
- 1952 : Le Trou normand, con Bourvil, Brigitte Bardot y Jane Marken
- 1952 : Coiffeur pour dames, con Fernandel y Jane Sourza
- 1953 : Cent francs par seconde, con Henri Génès
- 1953 : Femmes de Paris, con Michel Simon y Brigitte Auber
- 1953 : Une vie de garçon, con Roger Pierre y Jean-Marc Thibault
- 1953 : Il Paese dei campanelli
- 1955 : J'avais sept filles, con Maurice Chevalier
- 1955 : La Madelon, con Line Renaud y Jean Richard
- 1956 : Le Couturier de ces dames, con Fernandel, Suzy Delair y Françoise Fabian
- 1956 : La Terreur des dames, con Noël-Noël y Noël Roquevert
- 1957 : Sénéchal le magnifique, con Fernandel
- 1957 : Mademoiselle et son gang, con Line Renaud y Jean Carmet
- 1957 : Le Chômeur de Clochemerle, con Fernandel y Ginette Leclerc
- 1958 : Les Vignes du Seigneur, con Fernandel y Pierre Dux
- 1959 : Nina, con Sophie Desmarets
- 1959 : L'Increvable, con Darry Cowl y Line Renaud
- 1959 : Le Confident de ces dames, con Fernandel y Sylva Koscina
- 1960 : Bouche cousue, con Darry Cowl y Sacha Pitoëff
- 1961 : Les croulants se portent bien, con Sophie Daumier
- 1962 : Virginie, con Mireille Darc, Roger Pierre y Jean-Marc Thibault
- 1962 : C'est pas moi, c'est l'autre, con Fernand Raynaud
- 1963 : Le Coup de bambou
- 1964 : Relaxe-toi chérie, con Fernandel

### Guionista
- 1931 : La Fin du monde, de Abel Gance
- 1933 : Nu comme un ver, de Léon Mathot

## Distinciones
- Caballero de la Legión de Honor nombrado por el Ministerio de Cultura (decreto de 18 de noviembre de 1959). Padrino: Serge Veber, autor dramático.[2]